# Орегон (Висконсин)
Орегон (енгл. Oregon) град је у америчкој савезној држави Висконсин.

## Демографија
По попису из 2010. године број становника је 9.231, што је 1.717 (22,9%) становника више него 2000. године.
| Група             | 2000.         | 2010.         |
| Белци             | 7.302 (97,2%) | 8.683 (94,1%) |
| Афроамериканци    | 42 (0,6%)     | 108 (1,2%)    |
| Азијати           | 50 (0,7%)     | 72 (0,8%)     |
| Хиспаноамериканци | 50 (0,7%)     | 204 (2,2%)    |
| Укупно            | 7.514         | 9.231         |